# دومین جنگ بارون‌ها
دومین نبرد بارون‌ها (انگلیسی: Second Barons' War) که از تاریخ ۱۲۶۴ تا ۱۲۶۷ به طول انجامید یک جنگ داخلی در انگلستان می‌باشد که بین نیروهای تعدادی از بارون‌ها به رهبری سیمون دو مونتفورد علیه نیروهای سلطنتی به رهبری پرنس ادوارد که بعدها ملقب به ادوارد یکم گردید و در زمان پادشاهی هنری سوم شکل گرفت

## علل
سلطنت هنری سوم، بیشتر از همه به دلیل بحران قانون اساسی در این دوره از حکومتش که منجر به جنگ داخلی گردید شهره است که به ظاهر به خاطر خواسته‌های نامعقول هنری سوم در جهت دریافت مالیات اضافه‌تر بوده‌است، اما مشخص شده‌است که عمدهٔ نارضایتی نه تحمیل مالیات اضافه بلکه بازنگری‌اش در مبحث اختیارات بارون‌ها در انگلستان بوده‌است، نارضایتی‌ای که به خاطر به وجود آمدن قحطی گسترده تشدید شد.
سیمون دو مونتفورد ارل لستر، که متولد فرانسه بود، در حقیقت یکی از متکبران بیگانه‌ای بود که مورد نفرت بسیاری از مشاوران خارجی و بیگانهٔ هنری بود، مونتفورد از طریق مادرش عنوان انگلیسی ارل لستر را به ارث برده بود، او با خواهر هنری موسوم به النور از لستر، بدون اجازهٔ هنری ازدواج کرده بود و حتی بدون موافقت بارون‌های انگلیسی، در نتیجه دشمنی میان مونتفورد و هنری افزایش یافت، در سال ۱۲۵۰ میلادی روابط آنها بسیار بحرانی شد همان زمانی که مونتفورد در دادگاه به خاطر اقدامات و تلاش او برای دریافت عنوان نایب گسکونی محاکمه‌ای را برپا ساخت، گسکونی آخرین سرزمین باقی‌مانده از میراث پلانتاژنه در سراسر کانال مانش بود.